# La Longueville
La Longueville és un municipi francès, situat a la regió dels Alts de França, al departament del Nord. L'any 2006 tenia 2.221 habitants. Es troba a 5 km de Feignies, a 6 km d'Haumont, 9 km de Maubeuge, 25 km de Valenciennes i a 75 km de Lilla. També es troba a 18 km de Mons (Bèlgica).

## Demografia
| 1962                                       | 1968  | 1975  | 1982  | 1990  | 1999  |
| ------------------------------------------ | ----- | ----- | ----- | ----- | ----- |
| 1.742                                      | 1.760 | 1.759 | 1.844 | 2.154 | 2.196 |
| Des de 1962: població sense dobles comptes |       |       |       |       |       |

## Administració
| Període   | Identitat        | Partit |
| --------- | ---------------- | ------ |
| 2001-2008 | Michel Prévot    |        |
| 2008      | Patrick Delcourt |        |